# Ruschia axthelmiana
Ruschia axthelmiana är en isörtsväxtart som först beskrevs av Moritz Kurt Dinter, och fick sitt nu gällande namn av Schwant. Ruschia axthelmiana ingår i släktet Ruschia och familjen isörtsväxter. Inga underarter finns listade i Catalogue of Life.